# Associazione Calcio Thiene
L'Associazione Calcio Thiene è la principale società calcistica di Thiene.

## Storia
Fondata nel 1908 può vantare nella sua storia 10 campionati di Serie C, 2 campionati di Serie C2 e 9 campionati di Serie D.
Nel 1997 acquisisce il titolo sportivo dell'Associazione Calcio Valdagno dando vita alla Associazione Calcio Thienevaldagno per poi tornare nel 2002 alla denominazione originaria.
L'anno seguente, rimasto in ristrettezze economiche l'A.C. Thiene non si iscrive al campionato di serie C2 ripartendo come nuova società dilettantistica dalla categoria di Eccellenza.
Nel 2011 la compagine viene assorbita nell'Alto Vicentino Football Club. Nel 2012 con la mediazione dell'Amministrazione Comunale cittadina viene rifondata una nuova società sportiva denominata A.C.D. Thiene Calcio 1908 che riparte il campionato 2012-2013 dalla Terza Categoria.

## Statistiche e record

### Partecipazione ai campionati nazionali
| Livello | Categoria                       | Partecipazioni | Debutto   | Ultima stagione | Totale |
| ------- | ------------------------------- | -------------- | --------- | --------------- | ------ |
| 2º      | Prima Divisione                 | 2              | 1927-1928 | 1928-1929       | 2      |
| 3º      | Seconda Divisione               | 1              | 1926-1927 | 1926-1927       | 9      |
| 3º      | Prima Divisione                 | 5              | 1929-1930 | 1933-1934       | 9      |
| 3º      | Serie C                         | 3              | 1945-1946 | 1947-1948       | 9      |
| 4º      | Promozione Interregionale       | 4              | 1948-1949 | 1951-1952       | 10     |
| 4º      | IV Serie                        | 2              | 1952-1953 | 1955-1956       | 10     |
| 4º      | Serie D                         | 2              | 1973-1974 | 1974-1975       | 10     |
| 4º      | Serie C2                        | 2              | 2001-2002 | 2002-2003       | 10     |
| 5º      | Campionato Interregionale       | 3              | 1989-1990 | 1991-1992       | 7      |
| 5º      | Campionato Nazionale Dilettanti | 2              | 1997-1998 | 1998-1999       | 7      |
| 5º      | Serie D                         | 2              | 1999-2000 | 2000-2001       | 7      |

## Palmarès

### Competizioni nazionali
- Serie D: 1

2000-2001 (girone C)

### Competizioni regionali
- Promozione: 3

1954-1955 (girone B), 1972-1973 (girone A), 1988-1989 (girone A)
- Prima Categoria: 3

1971-1972 (girone B), 1976-1977 (girone B), 2023-2024 (girone C)
- Campionato italiano di terza divisione: 2

1922-1923 (girone C), 1926-1927 (girone A)

### Onorificenze
- Stella d'oro al merito sportivo CONI: 2009[2]
- Stella d'argento al merito sportivo CONI: 1995[3]